# Suecia en la Copa Mundial de Fútbol de 1994
Suecia fue una de las 24 selecciones participantes en la Copa Mundial de Fútbol de Estados Unidos 1994, la que es su novena participación en un mundial y la segunda de manera consecutiva.

## Clasificación
Luego de la disputa del Grupo 6, Suecia terminó líder, habiendo enfrentado a Francia, Bulgaria, Israel, Finlandia y Austria.

### Grupo 6
| Equipo    | Pts | PJ | PG | PE | PP | GF | GC | Dif |
| --------- | --- | -- | -- | -- | -- | -- | -- | --- |
| Suecia    | 15  | 10 | 6  | 3  | 1  | 19 | 8  | 11  |
| Bulgaria  | 14  | 10 | 6  | 2  | 2  | 19 | 10 | 9   |
| Francia   | 13  | 10 | 6  | 1  | 3  | 17 | 10 | 7   |
| Austria   | 8   | 10 | 3  | 2  | 5  | 15 | 16 | -1  |
| Finlandia | 5   | 10 | 2  | 1  | 7  | 9  | 18 | -9  |
| Israel    | 5   | 10 | 1  | 3  | 6  | 10 | 27 | -17 |

| Fecha                   | Lugar     |           |                      | Resultado  |                      |           |
| ----------------------- | --------- | --------- | -------------------- | ---------- | -------------------- | --------- |
| 9 de septiembre de 1992 | Helsinki  | Finlandia | Bandera de Finlandia | 0:1 (0:0)  | Bandera de Suecia    | Suecia    |
| 7 de octubre de 1992    | Estocolmo | Suecia    | Bandera de Suecia    | 2:0 (0:0)  | Bandera de Bulgaria  | Bulgaria  |
| 11 de noviembre de 1992 | Ramat Gan | Israel    | Bandera de Israel    | 1:3 (1:1)  | Bandera de Suecia    | Suecia    |
| 28 de abril de 1993     | París     | Francia   | Bandera de Francia   | 2:1 (1:99) | Bandera de Suecia    | Suecia    |
| 19 de mayo de 1993      | Estocolmo | Suecia    | Bandera de Suecia    | 1:0 (0:0)  | Bandera de Austria   | Austria   |
| 2 de junio de 1993      | Estocolmo | Suecia    | Bandera de Suecia    | 5:0 (2:0)  | Bandera de Israel    | Israel    |
| 22 de agosto de 1993    | Estocolmo | Suecia    | Bandera de Suecia    | 1:1 (0:0)  | Bandera de Francia   | Francia   |
| 8 de septiembre de 1993 | Sofía     | Bulgaria  | Bandera de Bulgaria  | 1:1 (1:1)  | Bandera de Suecia    | Suecia    |
| 13 de octubre de 1993   | Estocolmo | Suecia    | Bandera de Suecia    | 3:2 (2:1)  | Bandera de Finlandia | Finlandia |
| 10 de noviembre de 1993 | Viena     | Austria   | Bandera de Austria   | 1:1 (0:0)  | Bandera de Suecia    | Suecia    |

## Participación
- Los horarios corresponden a la hora local, según la zona horaria de cada partido:

Tiempo del Este: EDT (UTC-4)
Tiempo estándar del Centro: CDT (UTC-5)
Tiempo del Pacífico: PDT (UTC-7)
Leyenda: Pts: Puntos; PJ: Partidos jugados; PG: Partidos ganados; PE: Partidos empatados; PP: Partidos perdidos; GF: Goles a favor; GC: Goles en contra; Dif: Diferencia de goles.

### Primera fase

#### Grupo B
| Equipo  | Pts | PJ | PG | PE | PP | GF | GC | Dif |
| ------- | --- | -- | -- | -- | -- | -- | -- | --- |
| Brasil  | 7   | 3  | 2  | 1  | 0  | 6  | 1  | 5   |
| Suecia  | 5   | 3  | 1  | 2  | 0  | 6  | 4  | 1   |
| Rusia   | 3   | 3  | 1  | 0  | 2  | 7  | 6  | 1   |
| Camerún | 1   | 3  | 0  | 1  | 2  | 3  | 11 | -8  |

| 19 de junio de 1994, 16:30 PDT | Camerún                   | 2:2 (1:1) | Suecia                | Rose Bowl, Los Ángeles                                                    |                                                                           |
|                                | Embé 31' · Omam-Biyik 47' | Reporte   | Ljung 8' · Dahlin 75' | Asistencia: 93.194 espectadores Árbitro(s): Alberto Tejada Noriega (Perú) | Asistencia: 93.194 espectadores Árbitro(s): Alberto Tejada Noriega (Perú) |

| 24 de junio de 1994, 19:30 EDT | Suecia                              | 3:1 (1:1) | Rusia             | Pontiac Silverdome, Detroit                                        |                                                                    |
|                                | Brolin 37' (pen.) · Dahlin 59', 81' | Reporte   | Salenko 4' (pen.) | Asistencia: 71.528 espectadores Árbitro(s): Joël Quiniou (Francia) | Asistencia: 71.528 espectadores Árbitro(s): Joël Quiniou (Francia) |

| 28 de junio de 1994, 16:00 EDT | Brasil      | 1:1 (0:1) | Suecia           | Pontiac Silverdome, Detroit                                       |                                                                   |
|                                | Romário 46' | Reporte   | K. Andersson 23' | Asistencia: 77.217 espectadores Árbitro(s): Sándor Puhl (Hungría) | Asistencia: 77.217 espectadores Árbitro(s): Sándor Puhl (Hungría) |

#### Octavos de final
| 3 de julio de 1994, 12:00 CDT | Suecia                            | 3:1 (1:0) | Arabia Saudita   | Estadio Cotton Bowl, Dallas                                           |                                                                       |
|                               | Dahlin 6' · K. Andersson 51', 88' | Reporte   | Al-Ghesheyan 85' | Asistencia: 60.277 espectadores Árbitro(s): Renato Marsiglia (Brasil) | Asistencia: 60.277 espectadores Árbitro(s): Renato Marsiglia (Brasil) |

#### Cuartos de final
| 10 de julio de 1994, 12:30 PDT | Rumania                                                         | 2:2 (1:1, 0:0) (t. s.)(4:5 p.) | Suecia                                                      | Stanford Stadium, San Francisco                                     |                                                                     |
|                                | Răducioiu 88', 101'                                             | Reporte                        | Brolin 78' · K. Andersson 115'                              | Asistencia: 83.500 espectadores Árbitro(s): Philip Don (Inglaterra) | Asistencia: 83.500 espectadores Árbitro(s): Philip Don (Inglaterra) |
|                                |                                                                 | Tiros desde el punto penal     |                                                             |                                                                     |                                                                     |
|                                | Răducioiu · Hagi · Lupescu · Petrescu · Dumitrescu · Belodedici |                                | Mild · K. Andersson · Brolin · Ingesson · Nilsson · Larsson |                                                                     |                                                                     |

#### Semifinal
| 13 de julio de 1994, 16:30 PDT | Suecia | 0:1 (0:0) | Brasil      | Rose Bowl, Los Ángeles                                                    |                                                                           |
|                                |        | Reporte   | Romário 80' | Asistencia: 91.856 espectadores Árbitro(s): José Torres Cadena (Colombia) | Asistencia: 91.856 espectadores Árbitro(s): José Torres Cadena (Colombia) |

#### Tercer lugar
| 16 de julio de 1994, 12:30 PDT | Suecia                                                | 4:0 (4:0) | Bulgaria | Estadio Rose Bowl, Los Ángeles                                                   |                                                                                  |
|                                | Brolin 8' · Mild 30' · Larsson 37' · K. Andersson 40' | Reporte   |          | Asistencia: 91.500 espectadores Árbitro(s): Ali Bujsaim (Emiratos Árabes Unidos) | Asistencia: 91.500 espectadores Árbitro(s): Ali Bujsaim (Emiratos Árabes Unidos) |

## Jugadores
| #  | Nombre            | Posición      | Club                     |
| -- | ----------------- | ------------- | ------------------------ |
| 1  | Thomas Ravelli    | Portero       | IFK Göteborg             |
| 2  | Roland Nilsson    | Defensa       | Sheffield Wednesday      |
| 3  | Patrik Andersson  | Defensa       | Borussia Mönchengladbach |
| 4  | Joachim Björklund | Defensa       | IFK Göteborg             |
| 5  | Roger Ljung       | Defensa       | Galatasaray SK           |
| 6  | Stefan Schwarz    | Mediocampista | SL Benfica               |
| 7  | Henrik Larsson    | Delantero     | Feyenoord                |
| 8  | Klas Ingesson †   | Mediocampista | PSV Eindhoven            |
| 9  | Jonas Thern       | Mediocampista | SSC Nápoles              |
| 10 | Martin Dahlin     | Delantero     | Borussia Mönchengladbach |
| 11 | Tomas Brolin      | Delantero     | Parma FC                 |
| 12 | Lars Eriksson     | Portero       | IFK Norrköping           |
| 13 | Mikael Nilsson    | Defensa       | IFK Göteborg             |
| 14 | Pontus Kamark     | Defensa       | IFK Göteborg             |
| 15 | Teddy Lučić       | Defensa       | Västra Frölunda IF       |
| 16 | Anders Limpar     | Mediocampista | Arsenal FC               |
| 17 | Stefan Rehn       | Mediocampista | IFK Göteborg             |
| 18 | Hakan Mild        | Delantero     | Servette FC              |
| 19 | Kennet Andersson  | Delantero     | Lille OSC                |
| 20 | Magnus Erlingmark | Delantero     | IFK Göteborg             |
| 21 | Jesper Blomqvist  | Mediocampista | IFK Göteborg             |
| 22 | Magnus Hedman     | Portero       | AIK Solna                |
| DT | Tommy Svensson    |               |                          |